# Don’t Let’s Go to the Dogs Tonight
Don’t Let’s Go to the Dogs Tonight ist ein Filmdrama und das Regiedebüt der Schauspielerin Embeth Davidtz. Der Film basiert auf den Memoiren der südafrikanischen Autorin Alexandra Fuller und schildert aus der Sicht eines Kindes den Bürgerkrieg, der zur Entstehung des Staates Simbabwe, des ehemaligen Rhodesiens, führte. Don’t Let’s Go to the Dogs Tonight feierte Ende August 2024 beim Telluride Film Festival seine Premiere.

## Handlung
Im Jahr 1980, kurz vor und während der Wahlen in Rhodesien, die die schwarze Mehrheit des Landes an die Macht bringen werden. Die 7-jährige Alexandra Fuller, genannt Bobo, lebt mit ihrer Mutter und den schwarzen Bediensteten Sarah und Jacob auf einer Farm. Je näher die Wahlen kommen, desto mehr spitzt sich die politische Lage im Land zu, und das Leben wird gefährlicher. Bobos Vater ist viel unterwegs, und ihre Mutter gibt sich immer öfter dem Alkohol hin. So verbringt Bobo viel Zeit mit der Hausangestellten Sarah. Eines Tages tauchen Einheimische auf der Farm von Bobos Eltern auf und fordern ihr Land zurück.

## Produktion
Der Film basiert auf den Memoiren von Alexandra Fuller mit dem Titel Don’t Let’s Go to the Dogs Tonight: An African Childhood aus dem Jahr 2001. In ihrem Bestseller schreibt die südafrikanische Autorin über ihre Kindheit in den 1970er und 1980er Jahren.
Der Titel von Buch und Film ist einem Ausspruch des Schriftstellers A. P. Herbert aus dem frühen 20. Jahrhundert entnommen. Im Original lautet dieser „Don’t let’s go to the dogs tonight, for Mother will be there“ (in der deutschen Übersetzung ungefähr „Lass uns heute Abend nicht vor die Hunde gehen, denn Mutter wird da sein.“)
Die Schauspielerin Embeth Davidtz gibt mit Don’t Let’s Go to the Dogs Tonight ihr Regiedebüt und adaptierte auch Fullers Roman für den Film. Zudem spielt sie Fullers depressive, alkoholkranke Mutter. Die Kinderdarstellerin Lexi Venter spielt Fuller als Mädchen, von ihrer Familie Bobo genannt. Zikhona Bali und Fumani N. Shilubana spielen die Hausangestellten Sarah und Jacob.
Der Film wurde in Südafrika gedreht. Als Kameramann fungierte Willie Nel.
Die Filmmusik komponierte der südafrikanische Singer-Songwriter Chris Letcher.
Die Premiere des Films war am 30. August 2024 beim Telluride Film Festival. Im September 2024 wurde er beim Toronto International Film Festival gezeigt und Anfang Oktober 2024 beim Zurich Film Festival. Im Januar 2025 wurde Don’t Let’s Go to the Dogs Tonight beim Palm Springs International Film Festival vorgestellt und im Februar 2025 beim Santa Barbara Film Festival. Im Mai 2025 sind Vorstellungen beim Chicago Critics Film Festival geplant. Sony Pictures Classics sicherte sich die Rechte für die USA. Der Kinostart dort war am 11. Juli 2025.

## Rezeption

### Kritiken
Von den bei Rotten Tomatoes aufgeführten Kritiken sind 92 Prozent positiv. Bei Metacritic erhielt der Film einen Metascore von 73 von 100 möglichen Punkten.
Yannick Bracher schreibt in seiner Kritik für outnow.ch, Don’t Let’s Go to the Dogs Tonight sei ein zweischneidiges Schwert. Die durch die Augen eines Kindes erzählte Geschichte funktioniere wesentlich besser, als der erwachsene Blick, der wenig kritisch und durchdacht mit den Ereignissen umzugehen scheint. Was aber während der 98 Minuten heraussteche, sei die schauspielerische Leistung der jungen Darstellerin Lexi Venter. Wenn sie mit zerzaustem Haar und stets schmutzigem Gesicht mit ihrem Motorrad durch die staubige Landschaft rast oder den Erwachsenen unangenehme Fragen stellt, wirkten ihr Schauspiel, ihre Mimik und Gestik so glaubhaft, als sei sie wirklich in einem solchen Setting aufgewachsen. Wenn der Film ihre Perspektive einnimmt, tue er dies konsequent und mit der herzig-naiven Art eines Kindes, welches noch kein umfassendes Verständnis für Gesellschaftsstrukturen und deren Wandel aufbringen kann. Schwächen weise die Story in den Situationen auf, in denen sie nicht aus der kindlich-naiven Perspektive erzählt wird. Dann nämlich werde ein sehr wenig reflektierter Umgang mit der Geschichte der Kolonialisierung und zwischen der Landesbevölkerung und den Kolonialisten dargeboten.

### Auszeichnungen
Palm Springs International Film Festival 2025
- Lobende Erwähnung beim New Voices New Visions Award[16]

Zurich Film Festival 2024
- Nominierung als Bester internationaler Film für das Goldene Auge[17]